# Stockton Arena
Stockton Arena é uma arena multi-uso localizado em Stockton, Califórnia, EUA.
Foi inaugurado em dezembro de 2005 e tem cerca de 10.000 assentos. Na capacidade máxima, pode acomodar 11.800 pessoas.
É usada principalmente para hóquei no gelo, futebol de salão e futebol de arena.
É o local de origem do Stockton Thunder ECHL, time profissional de hóquei, e do California Eagles, time profissional de American Indoor Football. Inquilinos anteriores: Stockton Lightning, Stockton Cougars e o Stockton Wolves.
A Arena Stockton é parte de um centro que inclui a Ballpark Banner Island, a casa do time de beisebol Stockton Ports e do Lexington Plaza Hotel Waterfront.
Construído pela Swinerton Builders.

## Eventos
A Stockton Arena teve em 2008 o ECHL All-Star Game, World Wrestling Entertainment house shows para ambos SmackDown/ECW e Raw, e o evento de MMA de 26 de julho de 2008 EliteXC: Unfinished Business.
Em 15 de março de 2009, o California Cougars ganhou seu primeiro Campeonato no Stockton Arena, como os campeões de 2008-2009 da PASL-Pro North American.
Em 9 de dezembro de 2009, a Arena teve o "Stockton Showcase" que contou com um confronto entre o California Golden Bears e o Pacific Tigers, times de basquete, em frente a  8.704 fãs, a maior multidão de todos os tempos a ver um jogo de basquete do Pacific Tigers em Stockton.